# Allan Dahlén
Gottfrid Allan Gideon Dahlén, född 25 september 1907 i Åtvidaberg, död 1 januari 1992 i Karlskoga, var en svensk kemiingenjör, industriforskare och direktör.
Dahlén tog examen vid Kungliga Tekniska högskolan 1931 och blev teknologie doktor 1943. Han blev anställd vid KTH:s organisk-kemiska laboratorium 1931, vid AB Bofors Nobelkrut 1932, blev driftsingenjör där 1932, avdelningschef för företagets farmaceutiska avdelning 1939, chef för forskningsavdelningen 1944 och platschef 1959.
Dahlén var också ledamot av utbildningsrådet för tekniska vetenskaper (kemi). Han invaldes som ledamot av Ingenjörsvetenskapsakademien 1953.